# Pamela C. Rasmussen
Pamela Cecile Rasmussen (16 de octubre de 1959) es una ornitóloga estadounidense experta en aves de Asia. Al principio fue una investigadora asociada al Instituto Smithsoniano, en Washington D. C. y trabaja en la Universidad Estatal de Míchigan. También está asociada a otros centros de investigación relevantes de dicho país y del Reino Unido.
Las primeras investigaciones de Rasmussen fueron acerca de las aves marinas de Sudamérica y de los fósiles de aves en Norteamérica. Más adelante, se especializó en aves de Asia y describió y clasificó nuevas especies, a la vez que clarificó el estatus de otras, sobre todo de zosterópidos y rapaces nocturnas. De forma más reciente, participó en colaboraciones a gran escala acerca de la biodiversidad a nivel mundial y evaluó el estatus taxonómico de algunos buitres del sur de Asia.
Rasmussen fue la autora principal del libro Birds of South Asia. The Ripley Guide, una publicación destacada debido a la cantidad de especies y zonas geográficas que describe en comparación con sus predecesores. Al estudiar especímenes de aves de museos para escribir la obra, descubrió los fraudes en la documentación y el alcance de los robos que perpetró el ornitólogo británico Richard Meinertzhagen en estas instituciones.

## Biografía y carrera
Pamela C. Rasmussen es hija de Helen Rasmussen, perteneciente a la Iglesia Adventista del Séptimo Día, y de Chester Murray Rasmussen, un médico que abandonó la familia cuando tanto Pamela como sus hermanas eran pequeñas. Su interés por las aves comenzó cuando su madre le dio una edición juvenil del libro Birds of the World de Oliver Austin; tras esto, siempre pidió recibir libros sobre aves como regalo.
Obtuvo su maestría en 1983 en la Universidad de Walla Walla, una institución afiliada a la Iglesia Adventista, localizada en el sudeste de Washington y su doctorado, en la Universidad de Kansas en 1990, donde estudió los cormoranes y adquirió conocimientos sobre la teoría de la evolución, algo que no se le enseñó en su alma mater.
Rasmussen es profesora visitante y asistente de zoología, así como conservadora de museo asistente de teriología y ornitología en la Universidad Estatal de Míchigan; anteriormente, fue una investigadora asociada del ornitólogo estadounidense Sidney Dillon Ripley en el Instituto Smithsoniano, localizado en Washington D. C. Además, es parte del Comité de Clasificación y Nomenclatura de la Unión de Ornitólogos Estadounidenses, está asociada al grupo de aves de la sección de zoología del Museo de Historia Natural de Londres en Tring y edita The Ibis, el periódico de divulgación científica de la Unión de Ornitólogos Británicos. Pamela Rasmussen está casada con el doctor Michael D. Gottfried, quien es conservador de paleontología, profesor asociado de geología y director del Centro de Estudios Integrales de Ciencia General en la misma institución educativa.

## Investigaciones destacadas

### Aves marinas de Sudamérica
Los primeros trabajos de Rasmussen se enfocaron principalmente en la sistemática, la ecología y el comportamiento de las aves marinas patagónicas, sobre todo de los cormoranes. Estudió las variaciones del plumaje en especímenes jóvenes de cormorán imperial (Leucocarbo atriceps), cormorán carunculado (Phalacrocorax carunculatus) y cormorán gris (Phalacrocorax gaimardi); asimismo, utilizó patrones de forma del plumaje y de conducta para establecer relaciones entre las dos primeras especies. Adicionalmente, estudió la actividad pesquera del cormorán neotropical (Phalacrocorax brasilianus).

### Aves de Asia

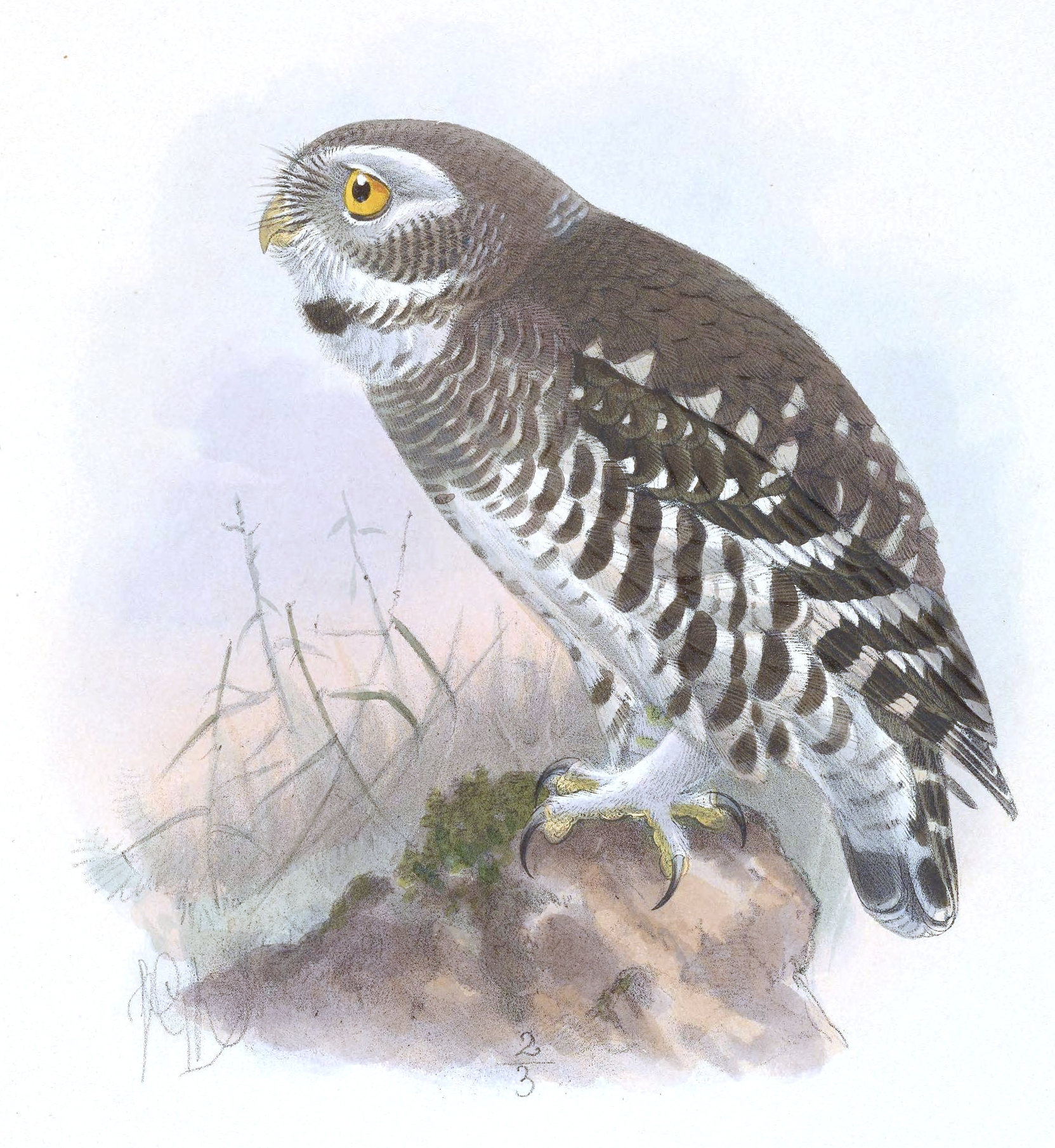
Un dibujo de mochuelo de Blewitt (Athene blewitti) de 1891, especie que Rasmussen redescubrió en 1997.

Rasmussen describió cuatro nuevas especies de aves asiáticas a partir de sus estudios sobre especímenes de museo: el autillo de Nicobar (Otus alius), el autillo de la Sangihe (Otus collari) y la lechuza gavilana de Cinnabar (Ninox ios), endémica de la isla de Célebes, en 1998 y el zarzalero de Formosa (Locustella alishanensis), en 2000. Redescubrió el mochuelo de Blewitt (Athene blewitti), que no se había visto desde 1884 al oeste de la India; las investigaciones anteriores de S. Dillon Ripley, Sálim Ali y otros habían fracasado debido a que se basaban en documentos falsos de Richard Meinertzhagen. En noviembre de 1997 Rasmussen y Ben King, ornitólogo del Museo Americano de Historia Natural, pasaron diez días tratando de hallar dos localidades del este de la India sin éxito, por lo que luego se dirigieron hacia el oeste, al hábitat de otro espécimen viejo; fue entonces cuando King divisó un ave nocturna pequeña y robusta con patas de plumas blancas y garras enormes, que Rasmussen identificó como la buscada mientras la fotografiaban y grababan.
Junto a sus colegas, clarificó la taxonomía de los zosterópidos de Indonesia y estableció el estatus específico del anteojitos de la Sangihe (Zosterops nehrkorni) y del anteojitos de Seram (Z. stalkeri). Asimismo, confirmó la identidad del autillo de Serendib, originalmente descubierto en Sri Lanka por el ornitólogo Deepal Warakagoda.

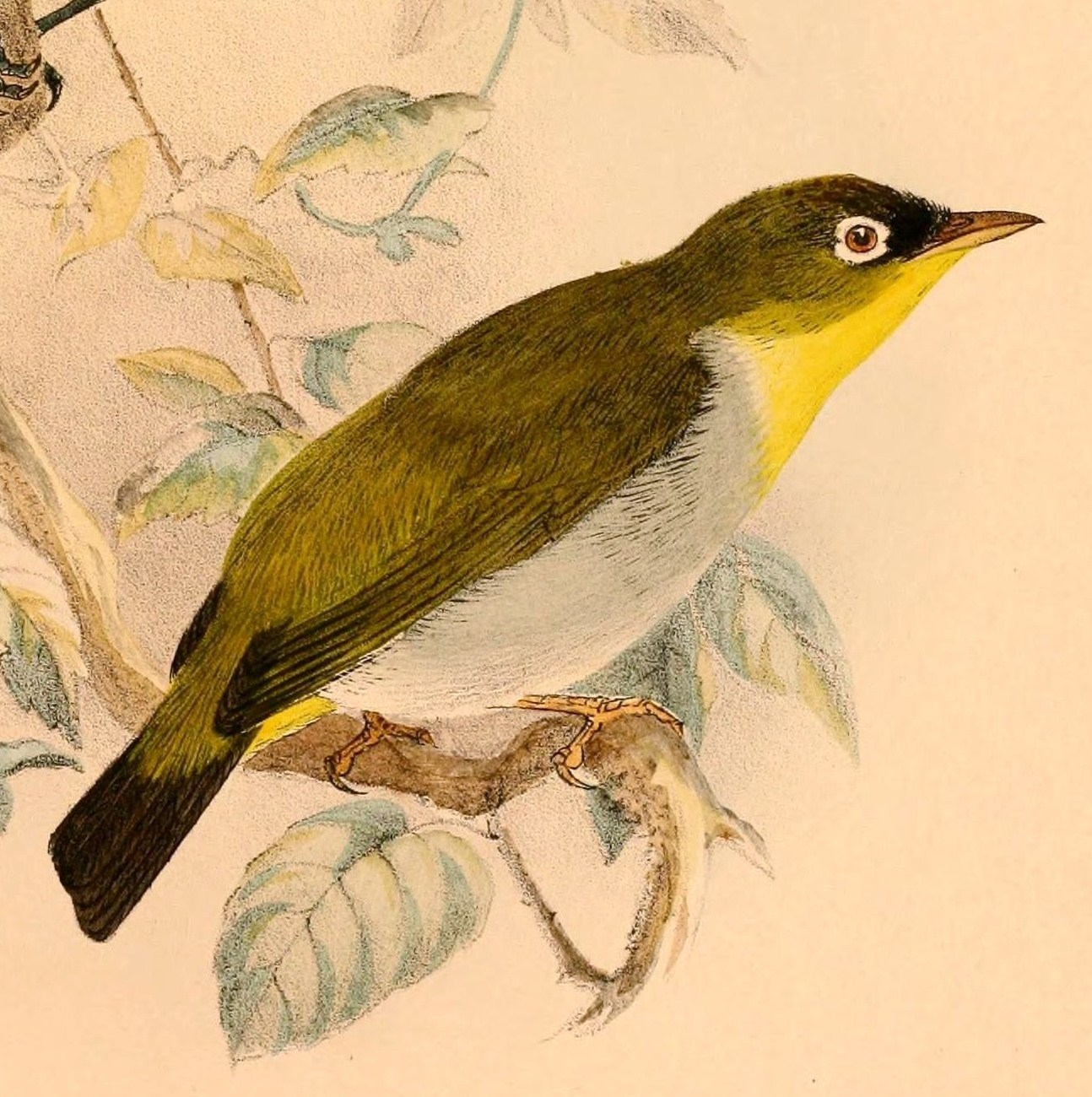
Un grabado de 1898 del anteojitos de la Sangihe (Zosterops nehrkorni), cuyo estatus Rasmussen clarificó.

El faisán imperial (Lophura × imperialis) es un ave rara que habita los bosques de Vietnam y Laos. Rasmussen y sus colaboradores llevaron a cabo experimentos morfológicos y de hibridación, así como análisis de ADN para probar que este faisán, del que antes se pensaba que estaba en serio peligro, es en realidad el producto de la hibridación natural entre el faisán vietnamita (Lophura hatinhensis) y la subespecie annamensis del faisán plateado (Lophura nycthemera).
Con una monografía de 2008 la ornitóloga regresó a sus estudios sobre la taxonomía de los zosterópidos, en la que describió formalmente al anteojitos de las Togian (Zosterops somadikartai), una especie endémica de las islas Togian de Indonesia que, a diferencia de la mayoría de sus parientes, carece del anillo blanco alrededor de los ojos que da a este grupo de aves su nombre. Rasmussen mencionó que lo distintivo de este anteojitos no es solo su apariencia, sino su canción de llamado, que suena más aguda y con menor variación en su frecuencia que las de otras especies emparentadas.
El interés de Pamela Rasmussen en las aves de Asia la llevó a comprometerse con proyectos orientados específicamente a la conservación. Dos buitres del Viejo Mundo dentro del género Gyps, el buitre bengalí (Gyps bengalensis) y el buitre picofino (Gyps tenuirostris) sufrieron un decrecimiento demográfico del 99 % en el sur de Asia debido a la ingesta de diclofenaco, una droga utilizada por los veterinarios que produce fallas en los riñones de las aves que se alimentan de los cadáveres del ganado que la presenta. Rasmussen demostró que hay dos especies diferentes de «buitre picofino»: Gyps indicus y G. tenuirostris. Esto es importante para la conservación, dado que se diseñó un programa de cría en cautiverio para las especies de buitre en peligro de extinción.
En 2012, Rasmussen viajó a Sonda oriental para realizar estudios acerca de las aves de la región, para lo cual visitó Flores, Sumba y la Isla de Timor. En la primera de las islas, pasó por el lago Ranamese en el distrito de Borong y por el bosque de Mbeliling, en donde fue con un grabador de audio para captar las canciones de llamado de las aves endémicas. En Flores, divisó aves de la familia Monarchidae, autillos, cuervos, abanicos, diceidos y anteojitos, entre otras. También recorrió las islas de Célebes, Java y Sumatra.

### Biodiversidad

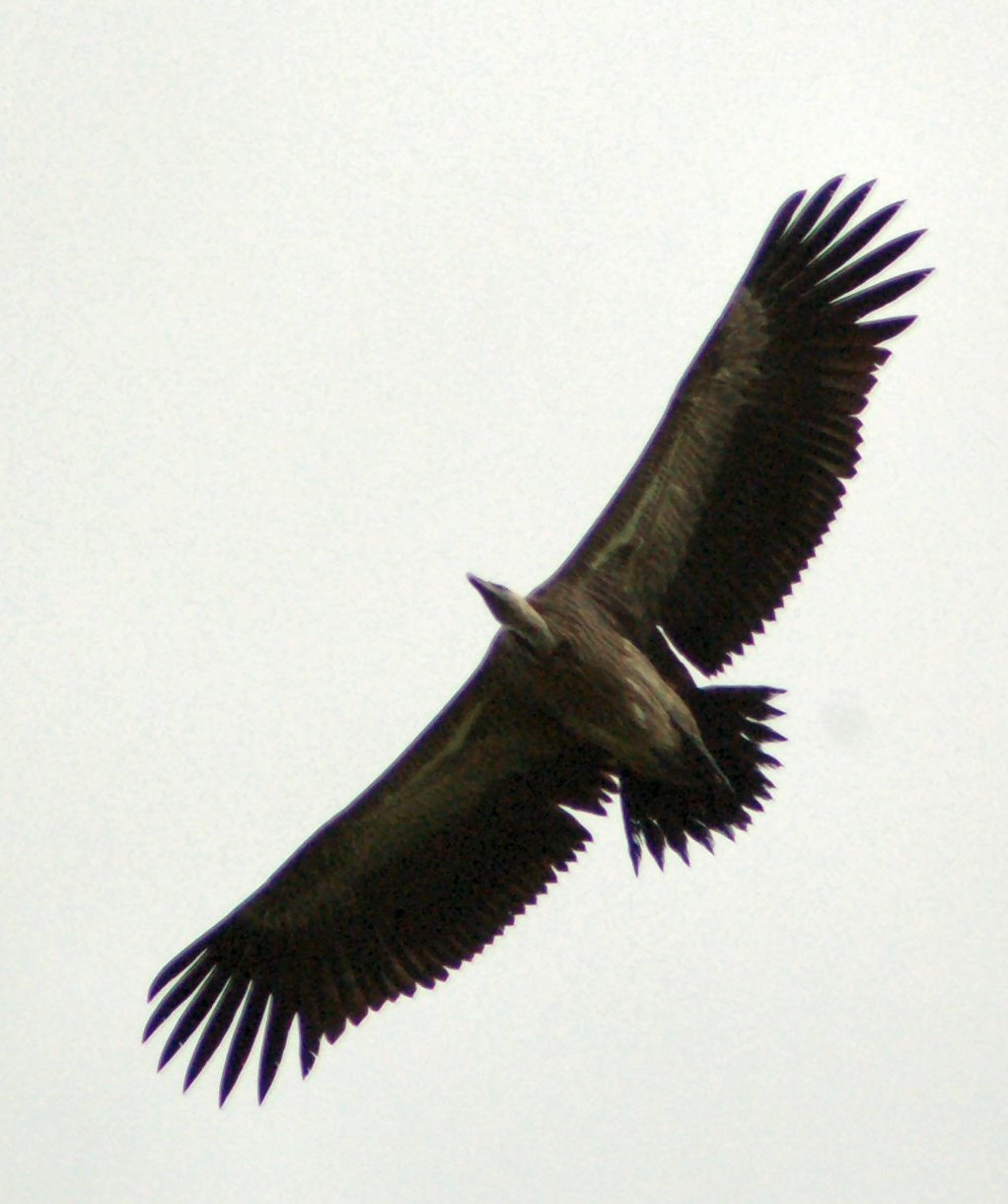
El buitre picofino (Gyps indicus), una especie que Rasmussen reclasificó.

En 2005 Rasmussen participó de una colaboración multiinstitucional con el objetivo de investigar los puntos calientes de la biodiversidad, o hotspots, que tienen un lugar vital en la conservación. El estudio clasificó estas áreas de forma cuantitativa siguiendo tres criterios para determinar la diversidad de aves: la variedad de especies, el nivel de amenaza y el número de especies endémicas. Los resultados demostraron que estos puntos centrales no presentaban la misma distribución geográfica para cada factor: solo el 2,5 % de estas áreas cumplía con estos tres criterios y el 80 % lo hacía con uno. Cada uno de los aspectos explicaba menos del 24 % de las variaciones en los otros factores, lo que sugiere que incluso en una sola clase taxonómica hay diferentes mecanismos que son responsables del origen y la continuidad de varios aspectos de la diversidad. Por consiguiente, los diferentes hotspots muestran una variación muy grande en cuanto a su utilidad como herramientas para la conservación.
El trabajo reciente de Rasmussen se abocó a colaboraciones más profundas y a mayor escala con el mismo grupo de instituciones para estudiar los patrones globales de la biodiversidad. Un sondeo en cuanto a la abundancia de especies y distribución geográfica no demostró su reducción de las zonas templadas a los trópicos, como se había asumido anteriormente; si bien esto se demostró para el hemisferio norte, no ocurrió lo mismo en el sur. La investigación acerca de la relación entre la extinción y el impacto del hombre probó que, luego del control del número de individuos de cada especie, el mejor modo de establecer el criterio de riesgo de extinción es medir el efecto de las actividades humanas, dado que los factores ecológicos tienen una importancia secundaria. Un examen de la distribución de especies de vertebrados raras y amenazadas demostró que existen diferentes patrones para las especies de aves, mamíferos y anfibios, lo que tiene consecuencias para las estrategias de conservación basadas en puntos calientes de biodiversidad.
Otros trabajos de Rasmussen y sus colegas de todo el mundo se concentraron en la importancia de la disponibilidad de la energía; en una monografía de 2007, probaron que los patrones globales de pérdida del espacio afectan más a las especies con una mayor área de distribución que a las más restringidas. Esto complementa otro trabajo y ayuda a establecer un modelo unificado sobre cómo la biodiversidad terrestre varía en y entre los continentes más grandes de la Tierra.

### Arqueozoología
Un yacimiento paleontológico localizado en una zanja cerca de Cheswold (Delaware), descubierto durante la construcción de una autopista, albergaba fósiles fragmentarios de once especies de aves, que Rasmussen estudió. Entre ellos, descubrió un pequeño colimbo, un ave parecida a una gaviota y cinco especímenes de aves similares a los alcatraces, probablemente de la especie Morus loxostylus, común en el Mioceno. Todas estas especies ya eran conocidas, dado que se habían hallado en un yacimiento de Chesapeake Bay (Maryland). Los descubrimientos en Delaware sugieren que se trataba de un área cercana a la costa al momento en que se comenzaron a generar los fósiles.
Rasmussen también participó en un análisis de fósiles de aves pertenecientes a yacimientos del Mioceno y del Plioceno en Carolina del Norte. Los hallazgos incluyen un espécimen de Colymboides minutus del Mioceno, varias especies de patos, un gaviotín con cresta similar al moderno Thalasseus maximus y un miembro del género Corvus, uno de los pocos fósiles de aves paseriformes de dicho período. Este análisis demostró que estos fósiles son similares a una especie o género modernos y los que no, podrían ser colocados en una familia con un grado razonable de precisión.

### Birds of South Asia

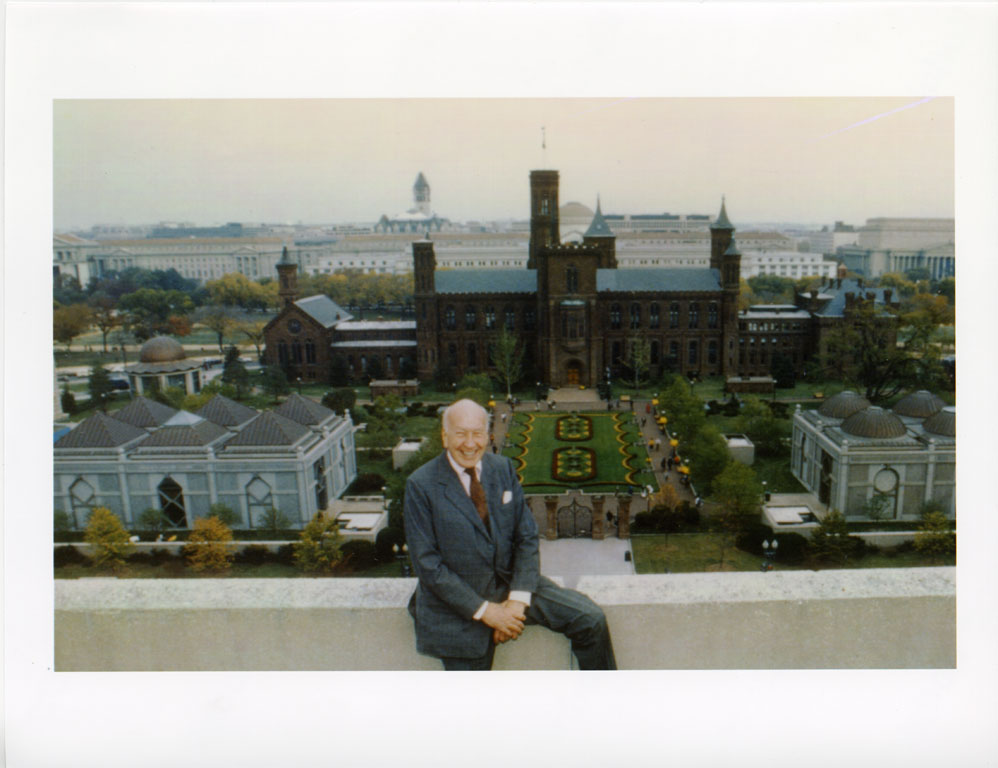
Fotografía de S. Dillon Ripley, de quien Rasmussen fue asistente y ayudante.

En 1992, Rasmussen comenzó a trabajar como asistente de S. Dillon Ripley, secretario del Instituto Smithsoniano, quien planeaba escribir una guía definitiva de las aves del sur de Asia. Cuando se enfermó poco antes de comenzar su proyecto, Rasmussen lo inició en su lugar y junto al artista John C. Anderton, publicó Birds of South Asia: The Ripley Guide, un trabajo de dos volúmenes dedicado al subcontinente indio que fue la primera guía de campo para dicha región en incluir grabaciones. El primer tomo contiene una guía de campo con cerca de 3400 ilustraciones en 180 láminas y más de 1450 mapas a color. El segundo, titulado Atributes and Status, se centra en las mediciones de los especímenes, datos sobre la identificación, estatus, distribución y comportamiento. La descripción de los cantos está acompañada de grabaciones y hay más de mil de ellas.
En el libro, se describen 1508 especies cuyo hábitat se localiza en la India, Bangladés, Pakistán, Nepal, Bután, Maldivas, el Archipiélago de Chagos y Afganistán. Además, se incluyen 85 especies hipotéticas y 67 «posibles», de las que hay entradas más breves. Los autores del libro se basaron en especímenes de museos casi por completo y, en la distribución geográfica, llegaron hasta Afganistán.
Rasmussen y Anderton trataron como especies definidas a muchas formas alopátricas, antes consideradas conespecíficas. Si bien muchas de estas ideas habían sido propuestas en otras publicaciones, el libro también presenta innovaciones propias. Los expertos en aves asiáticas Nigel Collar y John Pilgrim analizaron en 2008 los cambios que propusieron Rasmussen y Anderton e indicaron los que habían sido antes propuestos por otros autores y los que eran nuevos, además de pedir una justificación más contundente.

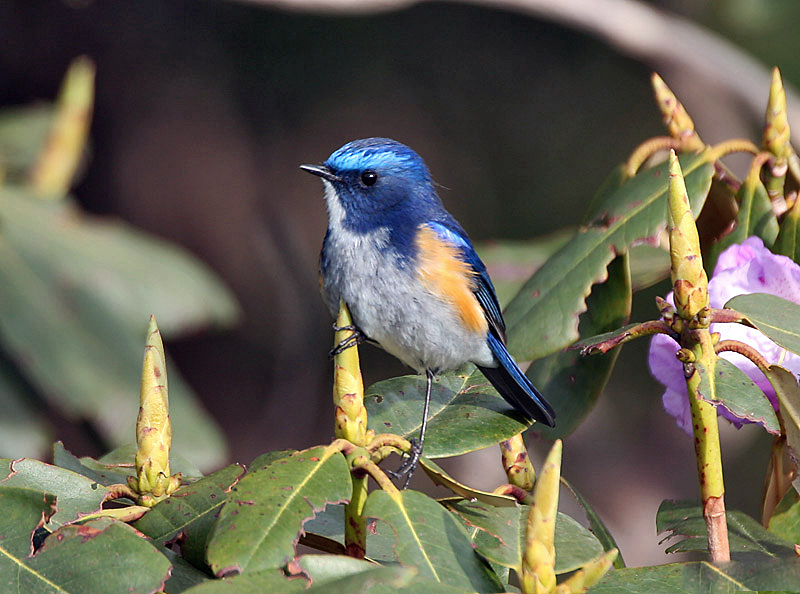
Tarsiger rufilatus, una especie descrita en Birds of South Asia.

Aunque las reseñas de la prensa ornitológica fueron generalmente favorables, ha habido críticas negativas. Peter Kennerley, experto en aves de Asia y escritor, consideró que algunas de las ilustraciones son pequeñas y estridentes o inexactas en cuanto al conocimiento. Además, consideró que la dependencia excesiva del equipo de investigadores hacia los especímenes antiguos de los museos y el rechazo por la riqueza de datos recogidos por avistadores no especialistas era un error. Asimismo, afirmó que muchas de las decisiones taxonómicas parecen haber sido hechas al azar, dado que no están sustentadas por los trabajos publicados.
Además del fraude de Meinertzhagen y la muerte de S. Dillon Ripley, los otros problemas durante la redacción del libro fueron la pérdida de la principal base de datos de mapas durante un viaje a Burma y la preparación deficiente del revestimiento de algunos especímenes. Asimismo, existieron dificultades para reconciliar lo que decían las fuentes, demoras en la producción de mapas e ilustraciones y también en conseguir datos confiables para las zonas «difíciles», como Assam, Arunachal Pradesh, Bangladés y Afganistán. Las Islas Nicobar y las Islas Andamán también presentaron desafíos complejos en relación con el estatus y la taxonomía de gran parte de su avifauna.
Rasmussen, en una monografía de 2005, analizó si la taxonomía revisada del libro, con sus numerosas separaciones de especies, tenía una implicancia significativa en cuanto a la conservación, pero consideró que el efecto en la variedad de especies en el sur de Asia era limitado y que solo tendría un impacto moderado en la conservación, puesto que aumentaría el número de especies potencialmente amenazadas de 6 % a 7 % del total de especies de aves de la región.

### El fraude de Meinertzhagen

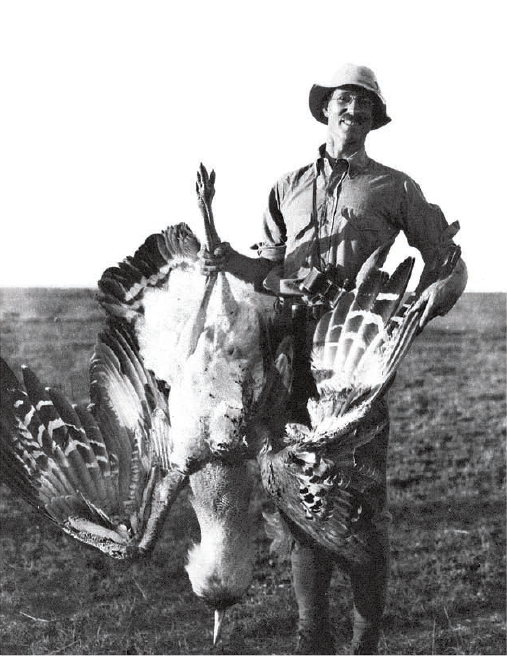
Richard Meinertzhagen sosteniendo una avutarda kori en Nairobi en 1915.

Rasmussen reveló el verdadero alcance del fraude perpetrado por el coronel británico Richard Meinertzhagen, ornitólogo, soldado y experto en piojos de aves. Meinertzhagen, que murió en 1967, realizó numerosas clasificaciones taxonómicas, fue el autor de varias obras sobre esta temática y poseía una colección muy grande de especímenes de aves y sus piojos; además, estaba considerado uno de los mejores ornitólogos de su país. Sin embargo, Alan Knox, otro ornitólogo británico, analizó la colección de Meinertzhagen en el Museo Zoológico Walter Rothschild en Tring (Reino Unido) a principios de la década de 1990 y reveló la existencia de un fraude significativo, que incluía el robo de especímenes de otros museos y la falsificación de la documentación correspondiente.
Durante su investigación para escribir Birds of South Asia, Rasmussen examinó decenas de miles de especímenes de aves, dado que en el último tiempo S. Dillon Ripley recomendaba fervientemente el uso de especímenes de museos para determinar qué especies incluir. Junto con Robert Prys-Jones, del Museo de Historia Natural de Londres, demostró que el fraude de Meinertzhagen, de décadas de antigüedad, era mucho más amplio de lo que se pensó en un primer momento. Muchos de los 20 000 especímenes de su colección habían sido reetiquetados con los datos del lugar en que se recogieron y en algunos casos, también vueltos a montar. La documentación falsa demoró el redescubrimiento del mochuelo de Blewitt, dado que las investigaciones anteriores se habían basado en los registros falsificados de Meinertzagen. Rasmussen, que tuvo éxito en su expedición, los ignoró y realizó su búsqueda en áreas en las que habitaban los especímenes genuinos restantes. Meinertzhargen había sido expulsado de la sala de aves del Museo de Historia Natural durante dieciocho meses por extracción de especímenes sin autorización y los empleados de la institución tuvieron sospechas de que haya estado robando especímenes y material de la biblioteca durante treinta años; se estuvo a punto de llegar a las acusaciones formales en dos ocasiones.
Los registros identificados por Rasmussen y Prys-Jones incluyeron apariciones en grandes alturas de la cimitarra coralina (Pomatorhinus ferruginosus), apariciones fuera de su área de distribución del papamoscas de Cachemira (Ficedula subrubra), así como registros de apariciones en los Himalayas en invierno del papamoscas herrumboso (Muscicapa ferruginea) y del papamoscas de Banyumas (Cyornis banyumas). Sin embargo, algunos registros tales como los del gorrión afgano (Montifringilla theresae), una especie que Meinertzhagen describió, parecen ser verdaderos.

## Abreviatura (zoología)
La abreviatura Rasmussen  se emplea para indicar a Pamela C. Rasmussen como autoridad en la descripción y taxonomía en zoología.